# Lill-Klumpvattnet
Lill-Klumpvattnet är en sjö i Krokoms kommun och Strömsunds kommun i Jämtland och ingår i Indalsälvens huvudavrinningsområde. Sjön har en area på 0,703 kvadratkilometer och ligger 459 meter över havet.

## Delavrinningsområde
Lill-Klumpvattnet ingår i det delavrinningsområde (710429-146010) som SMHI kallar för Utloppet av Lill-Klumpvattnet. Medelhöjden är 530 meter över havet och ytan är 7,82 kvadratkilometer. Räknas de 14 avrinningsområdena uppströms in blir den ackumulerade arean 66,68 kvadratkilometer. Öjån som avvattnar avrinningsområdet har biflödesordning 3, vilket innebär att vattnet flödar genom totalt 3 vattendrag innan det når havet efter 275 kilometer. Avrinningsområdet består mestadels av skog (86 procent). Avrinningsområdet har 0,78 kvadratkilometer vattenytor vilket ger det en sjöprocent på 10 procent.